# هالبور (آیووا)
هالبور (به انگلیسی: Halbur) شهری در ایالت آیووا کشور ایالات متحده آمریکا است که جمعیت آن در سرشماری سال ۲۰۱۰ میلادی، ۲۴۶ نفر بوده‌است.